# Nottingham Open 1999 - Qualificazioni doppio
Le qualificazioni del doppio  del Nottingham Open 1999 sono state un torneo di tennis preliminare per accedere alla fase finale della manifestazione. I vincitori dell'ultimo turno sono entrati di diritto nel tabellone principale. In caso di ritiro di uno o più giocatori aventi diritto a questi sono subentrati i lucky loser, ossia i giocatori che hanno perso nell'ultimo turno ma che avevano una classifica più alta rispetto agli altri partecipanti che avevano comunque perso nel turno finale.
Le qualificazioni del doppio del torneo Nottingham Open 1999 prevedevano 4 coppie partecipanti di cui una è entrata nel tabellone principale.

## Teste di serie
1. Guillermo Cañas /  Grant Silcock (primo turno)

1. Cecil Mamiit /  Takao Suzuki (ultimo turno)

## Qualificati
1. Roger Federer  /   Magnus Norman

## Tabellone

### Legenda
| - Q = Qualificato - WC = Wild card - LL = Lucky loser | - ALT = Alternate - SE = Special Exempt - PR = Protected Ranking | - w/o = Walkover - r = Ritirato - d = Squalificato |

|  | Primo turno | Primo turno                       | Primo turno                   | Primo turno | Primo turno |  |  | Ultimo turno | Ultimo turno                | Ultimo turno                | Ultimo turno | Ultimo turno |  |
|  |             |                                   |                               |             |             |  |  |              |                             |                             |              |              |  |
|  |             | Roger Federer Magnus Norman       | Roger Federer Magnus Norman   | 6           | 7           |  |  |              |                             |                             |              |              |  |
|  | 1           | Guillermo Cañas Grant Silcock     | Guillermo Cañas Grant Silcock | 1           | 6           |  |  |              | Roger Federer Magnus Norman | Roger Federer Magnus Norman | 6            | 7            |  |
|  | 2           | Cecil Mamiit Takao Suzuki         | 3                             | 6           | 6           |  |  | 2            | Cecil Mamiit Takao Suzuki   | Cecil Mamiit Takao Suzuki   | 3            | 6            |  |
|  |             | Arnaud Clément Sébastien Grosjean | 6                             | 3           | 4           |  |  |              |                             |                             |              |              |  |